# Demonax jamesi
Demonax jamesi är en skalbaggsart som beskrevs av Holzschuh 1986. Demonax jamesi ingår i släktet Demonax och familjen långhorningar. Inga underarter finns listade i Catalogue of Life.